# 1363
1363 (MCCCLXIII) var ett normalår som började en söndag i den julianska kalendern.

## Händelser

### April
- 9 april – Håkan Magnusson gifter sig med Valdemar Atterdags dotter Margareta.

### November
- November – Kriget mot Danmark avslutas med ett stillestånd som skall vara till 6 januari 1364.
- 29 november – En mecklenburgsk flotta anländer till Stockholm, vilket inleder ett nytt uppror mot Magnus Eriksson.

### Okänt datum
- De oppositionella svenska rådsherrarna flyr till Mecklenburg och erbjuder den svenska kronan åt Magnus Erikssons systerson Albrekt.

## Födda
- 14 december – Johannes Gerson, fransk teolog, mystiker, politiker och författare.

## Avlidna
- 11 juni – Kristofer Valdemarsson, dansk hertig, son till Valdemar Atterdag (död av de skador han fått i slaget vid Helsingborg 1362).
- Blanka av Namur, drottning av Sverige sedan 1335 och av Norge 1335–1343, gift med Magnus Eriksson.